# Einhard Hopfe
Einhard Hopfe (* 18. Januar 1938 in Arnstadt) ist ein deutscher Maler, Plastiker und Kunstpädagoge.

## Leben und Werk
Hopfe absolvierte von 1952 bis 1956 Ausbildungen als Forstfacharbeiter und als Dekorationsmaler. Von 1956 bis 1959 studierte er in Potsdam dekorative Malerei an der Fachschule für Angewandte Kunst. Danach arbeitete er bis 1965 als Kunsterzieher. Daneben machte er ein Fernstudium am Potsdamer Institut für Lehrerbildung. Von 1965 bis 1970 studierte er mit dem Abschluss als Diplom-Maler bei Rudolf Bergander, Jutta Damme, Günther Horlbeck und Gerhard Kettner an der Hochschule für Bildende Künste Dresden (HfBK). Von 1970 bis 1971 hatte er an der HfBK eine Aspirantur. Seit 1971 arbeitet er freischaffend als Maler, Plastiker und Kunstpädagoge, bis 1976 in Dresden und Nießky, dann in Gera und seitdem in Jena. Von 1979 bis 1980 war er Meisterschüler bei Willi Sitte an der Hochschule für industrielle Formgestaltung Halle – Burg Giebichenstein. Hopfe gehörte zu den fünfundzwanzig Künstlern, die die 1981 fertiggestellte Reliefwand Lied des Lebens im Haus der Kultur Gera, dem heutigen Kultur- und Kongresszentrum Gera, gestalteten.
Außerhalb der DDR war Hopfe auf Ausstellungen in Aubervilliers und Leningrad vertreten. 
1991 initiierte Hopfe die Gründung der Jugendkunstschule Künstlerischen Abendschule Jena e. V., an der er Kurse u. a. für Bildnerische Grundlagen, Kunstspiele und Therapeutisches Zeichnen gab. Ab 1996 hatte er Lehraufträge an der RWTH Aachen und der Friedrich-Schiller-Universität Jena.
Werke Hopfes befinden sich u. a. im Sächsischen Kunstfonds.
Hopfe ist mit Martina Kürbs verheiratet.

## Mitgliedschaften
- bis 1990: Mitglied des Verbands Bildender Künstler der DDR
- ab 1990: Verband Bildender Künstler Thüringen e. V.

## Ehrungen
- 1981: Kunstpreis der Stadt Gera[4]
- Kunstpreis des FDGB
- 1997: Walter-Dexel-Stipendium der Stadt Jena

## Werke (Auswahl)
- Hockender (1979, Öl, 116 × 100 cm; Sächsischer Kunstfonds)
- Trommler (1979, Öl, 181 × 76 cm; Sächsischer Kunstfonds)
- Mauretanische Küste (1978, Mischtechnik Tempera und Öl, 73 × 88,6 cm; Städtische Museen Jena, Inv. VI 580)[5]

## Ausstellungen (unvollständig)

### Einzelausstellungen
- 1988: Jena, Jenaer Kunstverein (Malerei, Arbeiten auf Papier)

### Teilnahme an zentralen und wichtigen regionalen Ausstellungen in der DDR
- 1972 und 1974: Dresden, Bezirkskunstausstellungen
- 1982/1983: Dresden, IX. Kunstausstellung der DDR
- 1984 und 1989: Gera, Bezirkskunstausstellungen